# Чемпионат Исландии по футболу 1921
Чемпионат Исландии по футболу 1921 стал 10-м чемпионатом страны по этому виду спорта. Чемпионом стал «Фрам» в 7-й раз в своей истории.

## Турнирная таблица
| М | Команда   | И | В | Н | П | Мячи   | ±  | О |
| - | --------- | - | - | - | - | ------ | -- | - |
| 1 | Фрам      | 2 | 2 | 0 | 0 | 10 − 1 | +9 | 4 |
| 2 | Викингур  | 2 | 1 | 0 | 1 | 3 − 6  | −3 | 2 |
| 3 | Рейкьявик | 2 | 0 | 0 | 2 | 3 − 9  | −6 | 0 |

И — игры, В — выигрыши, Н — ничьи, П — проигрыши, Мячи — забитые и пропущенные голы, ± — разница голов, О — очки